# Niederhaslach
Niederhaslach – miejscowość i gmina we Francji, w regionie Grand Est, w departamencie Dolny Ren.
Według danych na rok 1990 gminę zamieszkiwało 1088 osób, 164 os./km².